# Robert Y. Hayne

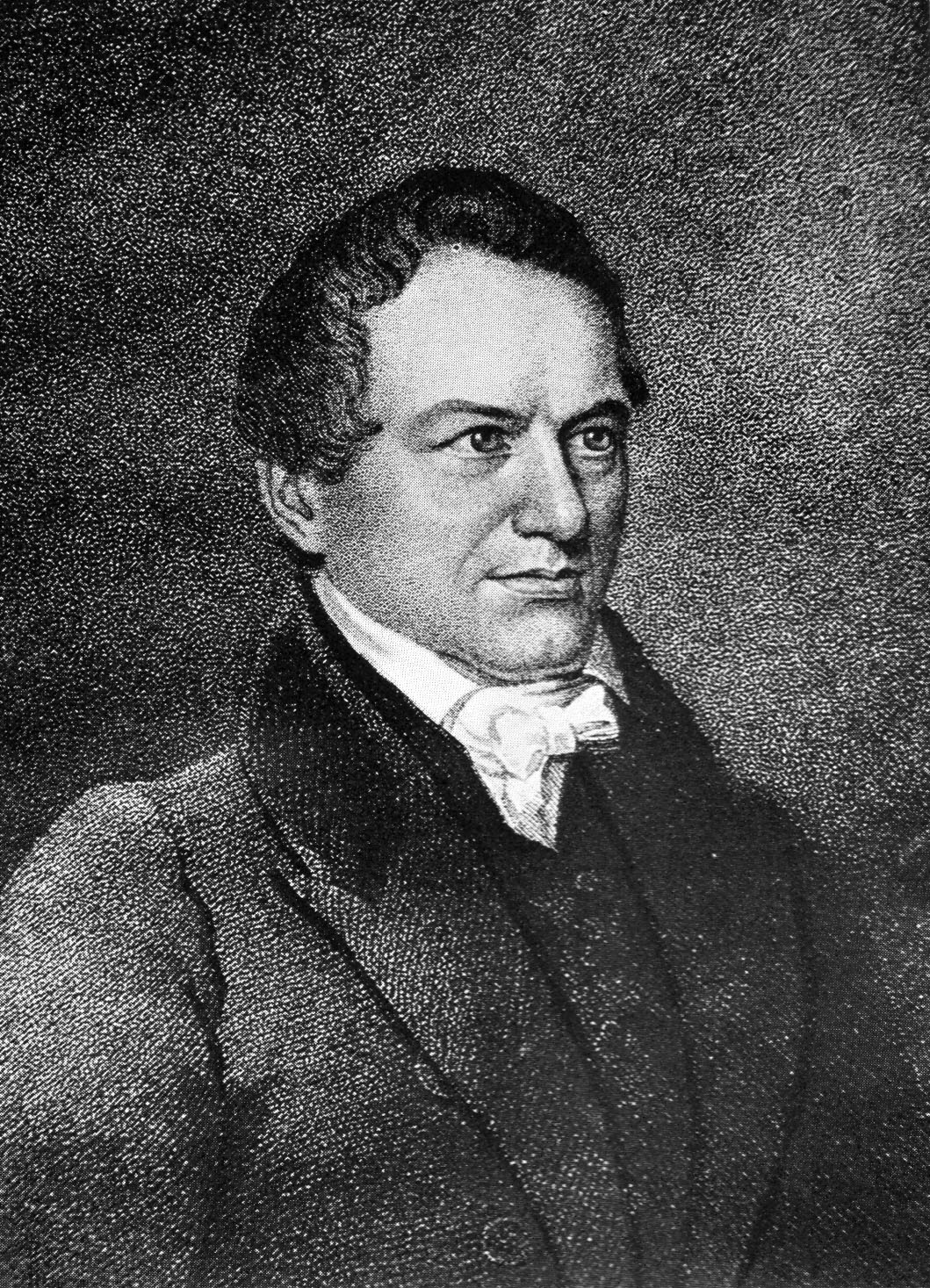
Robert Y. Hayne

Robert Young Hayne, född 10 november 1791 i Colleton District, South Carolina, död 24 september 1839 i Asheville, North Carolina, var en amerikansk politiker. Han representerade delstaten South Carolina i USA:s senat 1823-1832. Han var guvernör i South Carolina 1832-1834. Han var först demokrat-republikan, senare demokrat och medlem i Nullifier Party.
Hayne studerade juridik och inledde 1812 sin karriär som advokat i Charleston. Han deltog i 1812 års krig och befordrades till kapten. Han var delstatens justitieminister (South Carolina Attorney General) 1818-1822.
Hayne efterträdde 1823 William Smith som senator för South Carolina. Han var anhängare av Andrew Jackson och gick med i demokraterna, partiet som Jackson grundade. Han bytte 1831 parti till Nullifier Party. Han avgick 1832 som senator för att tillträda guvernörsämbetet. Hayne efterträddes 1834 som guvernör av George McDuffie.
Hayne var borgmästare i Charleston 1835-1837. Han tillträdde sedan som verkställande direktör för järnvägsbolaget Louisville, Charleston & Cincinnati Railway. Han avled 1839 och gravsattes på St. Michael's Churchyard i Charleston.
Hayneville i Alabama har fått sitt namn efter Robert Y. Hayne.
Hayne var yngre bror till Arthur P. Hayne och farbror till Paul H. Hayne.